# La Grande Réserve
La Grande Réserve, en allemand : Das Große Gehege, est un tableau peint par Caspar David Friedrich vers 1832. Il mesure 73,5 cm de haut sur 102,5 cm de large.

## Description
La peinture montre un fleuve en période de basses eaux ou une plaine inondée avec des îlots de sable et de boues. Des bosquets et des prairies alternent jusqu'à l'horizon. À droite du tableau, s'élève une croupe de montagne. Sur l'horizon flotte un banc de nuages gris, qui se fond dans la lueur jaune du soleil du soir. Le ciel, qui occupe les trois cinquièmes du tableau, se perd au zénith dans un gris clair pur. La végétation dans des tons vert olive et bruns suggère l'automne. Une péniche navigue depuis la droite du tableau évoque la vie dans ce paysage désertique. Le tableau semble fixer un instant fugace. 